# Джеслін Г'юїтт
Джеслін Г'юїтт (англ. Jaslyn Hewitt; нар. 23 лютого 1983) — колишня австралійська тенісистка.
Найвищу одиночну позицію світового рейтингу — 304 місце досягла 2 травня 2005, парну — 322 місце — 31 січня 2005 року.

## Фінали ITF
| турніри $25,000 |
| турніри $10,000 |

### Одиночний розряд: 3 (1–2)
| Результат | Ранг | Дата            | Турнір                    | Покриття | Суперниця         | Рахунок       |
| --------- | ---- | --------------- | ------------------------- | -------- | ----------------- | ------------- |
| Поразка   | 1.   | 7 квітня 2003   | Бендіго, Австралія        | Тверде   | Рейчел Макквіллан | 5–7, 6–4, 5–7 |
| Поразка   | 2.   | 15 серпня 2004  | Гемпстед, Велика Британія | Тверде   | Саня Мірза        | 6–4, 1–6, 0–6 |
| Перемога  | 3.   | 27 вересня 2004 | Канберра, Австралія       | Ґрунт    | Еві Домінікович   | 1–6, 6–3, 7–5 |

### Парний розряд: 5 (3–2)
| Результат | Ранг | Дата           | Турнір                                     | Покриття | Партнерка      | Суперниці                          | Рахунок       |
| --------- | ---- | -------------- | ------------------------------------------ | -------- | -------------- | ---------------------------------- | ------------- |
| Перемога  | 1.   | 3 вересня 2001 | Петанж, Люксембург                         | Ґрунт    | Елке Клейстерс | Наталія Демиденко Кіка Гоґендорн   | 6–1, 6–3      |
| Перемога  | 2.   | 5 серпня 2002  | Ребек, Бельгія                             | Ґрунт    | Елке Клейстерс | Леслі Буткевіч Тессі ван де Вен    | 3–6, 6–3, 6–4 |
| Поразка   | 3.   | 6 березня 2004 | Воррнамбул, Австралія                      | Трава    | Кейсі Деллаква | Еден Марама Пола Марама            | 3–6, 6–4, 2–6 |
| Перемога  | 4.   | 27 квітня 2004 | Борнмут, Велика Британія                   | Ґрунт    | Ніколь Ренкен  | Раїса Гуревич Катерина Кожокіна    | 6–1, 7–6(7–3) |
| Поразка   | 5.   | 31 травня 2004 | Гілтон-Гед-Айленд (Південна Кароліна), США | Тверде   | Таннер Кокрен  | Корі Енн Авантс · Варвара Лепченко | 2–6, 6–3, 3–6 |